# Маслански, Пол
Пол Маслански (англ. Paul Marc Maslansky; 28 ноября 1933, Риго-Парк, Нью-Йорк, США — 2 декабря 2024, Калифорния, США) — американский продюсер, сценарист и актёр. Широко известен по фильму «Полицейская академия» и одноимённому телесериалу.

## Биография
Родился 23 ноября 1933 года в нью-йоркском районе Риго-Парк в еврейской семье.
В 1954 году окончил Washington & Lee University в Лексингтоне, штат Виргиния.
Служил в американской армии, участвовал добровольцем в шестидневной войне Израиля с арабскими странами.
После возвращения в Соединённые Штаты увлёкся джазом. Играл на трубе в коллективе Beverly Hills Unlisted Jazz Band. Затем поступил на юридический факультет одного из вузов в Нью-Йорке. Позже уехал в Париж для знакомства с французским кинематографом и обучения. Некоторое время проработал в Европе в качестве продюсера и вернулся в США.
Пол Маслански участвовал в создании совместного советско-британско-итальянского художественного фильма «Красная палатка» Михаила Калатозова (1969 год) и был продюсером советско-американского музыкального художественного фильма-сказки «Синяя птица» (1976 год). Спродюсировал популярную комедийную кинофраншизу «Полицейская академия» (1984—1994).

### Семья
Дважды был женат — на Sally Ann Hill и Hope Lilian «Ninki» Mallet — и оба раза развелся. Имеет двоих детей, один из которых — Саша Маслански (англ. Sasha Maslansky; род. 1969) — тоже кинематографист.

### Смерть
Скончался 2 декабря 2024 года по естественным причинам в Калифорнии в возрасте 91 года.